# Pris ske Gud, vår bön är hörd
Pris ske Gud, vår bön är hörd är en svensk psalm med tre verser skriven 1848 av Henry Alford. Musiken är komponerade 1834 av Simeon Butler Marsh. Texten översattes till svenska 1893 av Erik Nyström.

## Publicerad i
- Svenska Missionsförbundets sångbok (1951) nr 706, under rubriken "Dagar och tider - Höst".[1]

### Fotnoter
1. 1 2   Sånger och psalmer musik och text : för enskilt och offentligt bruk. Stockholm: Missionsförb. 1951. Libris 3387612